# Pipaladi
Pipaladi (nep. पिपलाडी) – gaun wikas samiti w zachodniej części Nepalu w strefie Mahakali w dystrykcie Kanchanpur. Według nepalskiego spisu powszechnego z 2001 roku liczył on 3162 gospodarstw domowych i 19 734 mieszkańców (9709 kobiet i 10 025 mężczyzn).